# Convolvulus crenatifolius
Convolvulus crenatifolius är en vindeväxtart som beskrevs av Hipólito Ruiz López och Pav.. Convolvulus crenatifolius ingår i släktet vindor, och familjen vindeväxter. Inga underarter finns listade i Catalogue of Life.